# Григорьев, Валерий Николаевич
Валерий Николаевич Григорьев (17 апреля 1941, с. Каменный Брод, Новосергиевский район, Оренбургская область, РСФСР, СССР — 12 января 2002 года, Оренбург, Оренбургская область, Россия) — российский политический деятель, Председатель Законодательного Собрания Оренбургской области с июля 1994 года по декабрь 2001 года, с января 1996 по декабрь 2001 года — член Совета Федерации.

## Биография
Родился 17 апреля 1941 года в селе Каменный Брод Новосергиевского района Оренбургской области.
В 1964 году — окончил Оренбургский сельскохозяйственный институт по специальности «Инженер-механик», во время учёбы в 1958—1959 годах работал слесарем хлебоприёмного пункта.
С 1964 по 1966 годы — служил в Советской Армии.
С 1966 по 1981 годы — работает сначала инженером в совхозе «Вишнёвые горки», затем директором совхоза «Новокиевский» в Гайском районе.
С 1981 по 1985 годы — работал в должности председателя исполкома Гайского районного Совета.
С 1985 по 1990 годы — первый секретарь Гайского горкома КПСС.
В апреле 1990 года — избран депутатом, а затем, в октябре этого же года, заместителем и председателем Оренбургского областного Совета народных депутатов.
В марте 1994 года — избран депутатом Законодательного собрания Оренбургской области.
В июле 1994 года — назначен на пост председателя областного Законодательного собрания Оренбургской области первого созыва.
В марте 1998 года — вновь избран депутатом и председателем Законодательного собрания.
При его участии были приняты Устав Оренбургской области и законы об организации деятельности местного самоуправления.
В 1995 году — стал одним из основателей регионального движения «Возрождение Оренбуржья».
С января 1996 года по декабрь 2001 годы — член Совета Федерации, полномочия были подтверждены 22 января 1998 года, входил в комитеты по вопросам социальной политики и по регламенту и парламентским процедурам, в 2001 году — сложил с себя полномочия члена Совфеда в связи с избранием в состав верхней палаты парламента Александра Зелепухина.
Валерий Николаевич Григорьев умер 12 января 2002 года в Оренбурге, был похоронен в кладбищенском комплексе «Степной».

## Награды
- Орден «Знак Почёта» (1971, 1976)
- Орден Дружбы (1991)
- Медаль «Ветеран труда»